# Будо-Вороб'ївська сільська рада (Новгород-Сіверський район)
Будо-Вороб'ї́вська сільська́ ра́да — адміністративно-територіальна одиниця та орган місцевого самоврядування в Новгород-Сіверському районі Чернігівської області. Адміністративний центр — село Буда-Вороб'ївська.

## Загальні відомості
- Територія ради: 48,628 км²
- Населення ради: 547 осіб (станом на 2001 рік)

## Населені пункти
Сільській раді були підпорядковані населені пункти:
- с. Буда-Вороб'ївська
- с. Красний Хутір

### Колишні населені пункти
- с. Ямне, зняте з обліку 2012 року
- с. Андріївка, зняте з обліку 2007 року,
- с. Димусове, зникло після 1960-х років

## Склад ради
Рада складалася з 12 депутатів та голови.
- Голова ради: Старченко Михайло Анатолійович
- Секретар ради: Чапля Любов Михайлівна

### Керівний склад попередніх скликань
| Прізвище, ім'я, по батькові    | Основні відомості                                                             | Дата обрання | Дата звільнення |
| ------------------------------ | ----------------------------------------------------------------------------- | ------------ | --------------- |
| Голован Сергій Андрійович      | Сільський голова, 1959 року народження, безпартійний                          | 26.03.2006   | 01.12.2007      |
| Старченко Михайло Анатолійович | Сільський голова, 1964 року народження, освіта середня загальна, безпартійний | 25.03.2008   | 31.10.2010      |
| Старченко Михайло Анатолійович | Сільський голова, 1964 року народження, освіта середня загальна, безпартійний | 31.10.2010   |                 |

Примітка: таблиця складена за даними сайту Верховної Ради України

### Депутати
За результатами місцевих виборів 2010 року депутатами ради стали:

#### За суб'єктами висування
| Суб'єкт висування                 | Кількість обраних депутатів | %    |
| --------------------------------- | --------------------------- | ---- |
| Партія регіонів                   | 6                           | 50   |
| Самовисування                     | 5                           | 41,7 |
| Політична партія «Сильна Україна» | 1                           | 8,3  |

#### За округами
| № округу                          | Прізвище, ім'я, по батькові    | Дата визнання обраним | Освіта             | Партійна приналежність                  | Відомості про обраного депутата                                           |
| --------------------------------- | ------------------------------ | --------------------- | ------------------ | --------------------------------------- | ------------------------------------------------------------------------- |
| Партія регіонів                   |                                |                       |                    |                                         |                                                                           |
| 1                                 | Борисович Раїса Вікторівна     | 01.11.2010            | середня            | член Партії регіонів                    | ЗАТ «Новгород-Сіверський сирзавод», лаборант                              |
| 2                                 | Скачок Алла Миколаївна         | 01.11.2010            | середня спеціальна | член Партії регіонів                    | пенсіонер                                                                 |
| 5                                 | Чапля Любов Михайлівна         | 01.11.2010            | середня            | член Партії регіонів                    | Будо-Вороб'ївська сільська рада, секретар                                 |
| 8                                 | Бригинець Оксана Станіславівна | 01.11.2010            | середня спеціальна | член Партії регіонів                    | тимчасово не працює                                                       |
| 9                                 | Гуйко Тетяна Василівна         | 01.11.2010            | середня            | член Партії регіонів                    | Будо-Вороб'ївський сільський будинок культури, прибиральниця              |
| 10                                | Бездітко Світлана Миколаївна   | 01.11.2010            | середня            | член Партії регіонів                    | Будо-Вороб'ївський сільська лікарська амбулаторія, молодша медична сестра |
| Політична партія «Сильна Україна» |                                |                       |                    |                                         |                                                                           |
| 6                                 | Кучер Сергій Михайлович        | 01.11.2010            | вища               | член Політичної партії «Сильна Україна» | Будо-Вороб'ївська загальноосвітня школа І-ІІ ст., вчитель                 |
| Самовисування                     |                                |                       |                    |                                         |                                                                           |
| 3                                 | Бездітко Тамара Василівна      | 01.11.2010            | середня            | позапартійна                            | Будо-Вороб'ївська загальноосвітня школа І-ІІ ст., техпрацівник            |
| 4                                 | Голован Світлана Валеріївна    | 01.11.2010            | середня            | позапартійна                            | Будо-Вороб'ївське відділення зв'язку, начальник                           |
| 7                                 | Андросенко Олена Олександрівна | 01.11.2010            | середня            | позапартійна                            | ПП Лесенко, продавець                                                     |
| 11                                | Литвяк Ірина Михайлівна        | 01.11.2010            | середня            | позапартійна                            | тимчасово не працює                                                       |
| 12                                | Олексієнко Ірина Миколаївна    | 01.11.2010            | середня            | позапартійна                            | Красно хутірський СКЦ «Сіверське Полісся», прибиральниця                  |